# فابيان بوردينسكي
فابيان بوردينسكي (بالألمانية: Fabian Burdenski)‏ هو لاعب كرة قدم ألماني في مركز الوسط، ولد في 23 سبتمبر 1991 في مدينة بريمن في ألمانيا. لعب مع إف إس في فرانكفورت وفيسوا كراكوف وكورونا كييلتسى ونادي ماغديبورغ.

## وصلات خارجية
- فابيان بوردينسكي على موقع قاعدة بيانات كرة القدم.إي يو (الإنجليزية)
- فابيان بوردينسكي على موقع Soccerway.com (الإنجليزية)
- فابيان بوردينسكي على موقع عالم كرة القدم.نت (الإنجليزية)